# 黄茂光
黄茂光（1916年10月14日—2007年4月20日），男，祖籍四川新繁，生于北京，中国固体力学家、教育家，曾任中国科学技术大学教授，中国航空学会理事。